# Henri Coulet

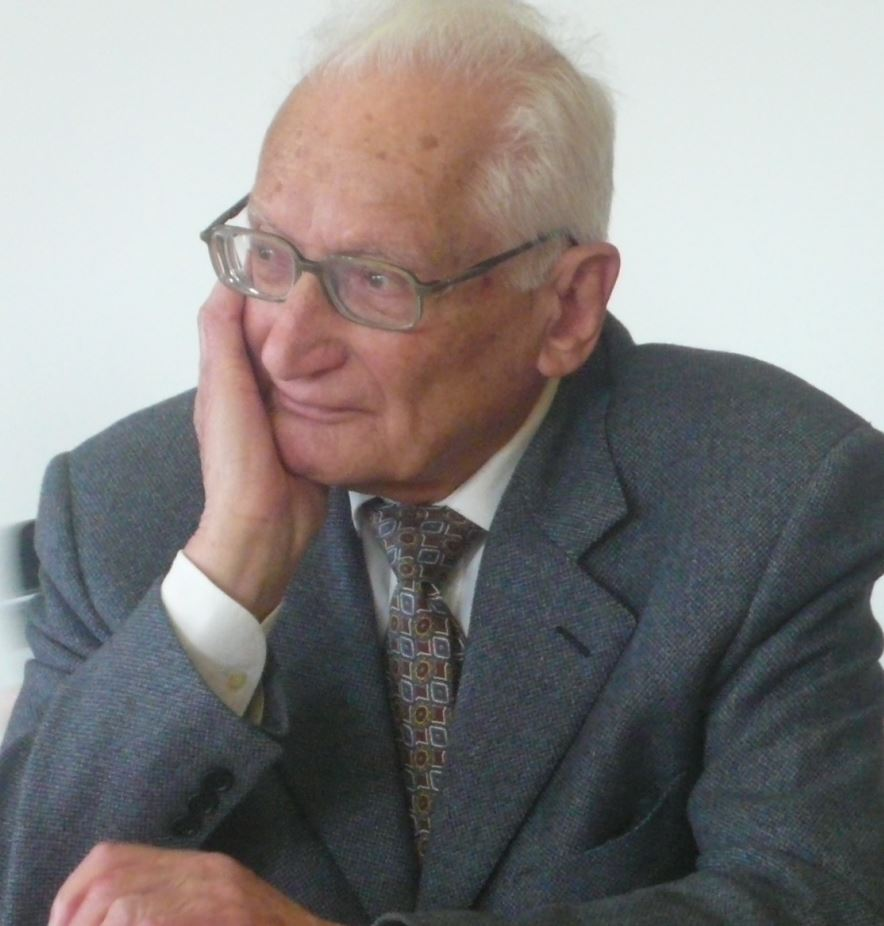
Henri Coulet (2012)

Henri Coulet (* 18. März 1920 in Bamako; † 7. Dezember 2018 in Lyon) war ein französischer Romanist und Literaturwissenschaftler.

## Leben
Henri Coulet studierte an der École normale supérieure (ENS) und bestand 1944 die Agrégation (Staatsprüfung für das höhere Lehramt) im Fach Lettres (Sprachen und Literatur). Nach 20-jähriger Tätigkeit im Schulwesen ging er 1965 an die Universität Aix-en-Provence, habilitierte sich 1972 an der Sorbonne mit einer Arbeit über Marivaux als Romanautor (erschienen 1975) und wurde in Aix-en-Provence Professor. Seine Übersicht über den französischen Roman vor 1789 wurde zum Klassiker. Coulet gab zahlreiche Texte von Marivaux und des weiteren 18. Jahrhunderts heraus. Er gehörte zu den Gründern der Société d’analyse de la topique romanesque (Sator).

## Veröffentlichungen (Auswahl)
- Le Roman jusqu’à la Révolution. 2 Bde. Armand Colin, Paris 1967–1968. (Prix Broquette-Gonin der Académie française, zahlreiche Auflagen)
  - 1. Histoire du roman en France
  - 2. Anthologie
- (mit Michel Gilot) Marivaux. Un humanisme expérimental. Larousse, Paris 1973.
- Marivaux romancier. Essai sur l’esprit et le coeur dans les romans de Marivaux. A. Colin, Paris 1975. (Prix André Barré der Académie française für Originalität und Klarheit)
- Études sur le roman français au XVIIIe siècle. Honoré Champion, Paris 2014.